# Kościół Matki Bożej Wspomożenia Wiernych w Połańcu
Kościół Matki Bożej Wspomożenia Wiernych w Połańcu ― rzymskokatolicki kościół parafialny należący do dekanatu Połaniec diecezji sandomierskiej.
Jest to świątynia wzniesiona w latach 1990–1996 według projektu architektów: Adama Abrama i Edwarda Paszkiewicza z Sandomierza. Nad całością prac budowlanych pieczę sprawował ks. Witold Dobrzański. Kamień węgielny został poświęcony i wmurowany przez biskupa Mariana Zimałka w dniu 24 maja 1991 roku. Uroczyście kościół został poświęcony przez biskupa Wacława Świerzawskiego 24 maja 2001 roku. Świątynia reprezentuje styl nowoczesny, została wzniesiona z cegły, charakteryzuje się białymi, żelbetowymi elementami dekoracyjnymi elewacji frontowej, szczytu i trójkątnych lunetek w dachu. Trójkątny szczyt przechodzi w arkadę, zwieńczoną krzyżem o dynamicznej formie. Budowla jest jednonawowa, składa się z transeptu i węższego, trójbocznie zamkniętego prezbiterium otoczonego zapleczem. Świątynię nakrywa dwuspadowym dach z wieżyczką na planie trapezu z daszkiem w kształcie nieregularnego ostrosłupa. Kurtynowe ściany boczne tworzą przestrzenie dla dużych, prostokątnych okien oświetlających całą przestrzeń świątyni. Dodatkowo świątynia posiada wiele innych okien, o różnym kształcie. Prezbiterium razem z przestrzeniami transeptu stanowi rzeźbiarską kompozycję prostych i skośnych ścian, z przestrzeniami otwartymi i półokrągło zakończonymi arkadami, na przemiennie barwnych i surowo ceglanych, z centralnie umieszczonym tabernakulum w uformowanej na kształt krzyża glorii z promieni. Ołtarz, ambona i krzyż ołtarzowy ozdobione są mosiężnymi rzeźbami Chrystusa i apostołów. Papież Jan Paweł II odprawiał przy nich mszę świętą w Sandomierzu, w czasie pielgrzymki do Polski w 1999 roku.